# Битва при Дорнахе
Битва при Дорнахе (нем. Schlacht bei Dornach) — последнее сражение во время Швабской войны, произошедшее 22 июля 1499 года между войсками императора Максимилиана I и Швейцарской конфедерацией возле деревни Дорнах. Сражение закончилось поражением имперских войск.
19 июля в районе Золотурна были замечены войска императора. Берн послал на помощь 5000 воинов, Цюрих 400. Также в качестве подкрепления были отправлены небольшие отряды из Ури, Цуга и Унтервальдена. 20 июля отряд из 600 человек выступил из Люцерна. 22 июля атака отрядов из Берна, Цюриха и Золотурна была отбита. Лишь с вступлением в бой войск Люцерна и Цуга императорская армия обратилась в бегство.
Командующий войсками Священной Римской империи Генрих фон Фюрстенберг был убит в начале боя (вопреки предупреждению он попытался вблизи осмотреть позиции противника). Два других командира имперской армии тоже погибли. По решению лидеров кантонов их тела, вопреки традиции, не были переданы семьям, а были захоронены в местной часовне, которая с того времени является памятником независимости Швейцарии. Максимилиан I был сильно огорчён этой новостью, а его армия была деморализована.
Битва при Дорнахе стала последним военным столкновением Швейцарии и Священной Римской империи. Де-факто Швейцария добилась независимости от Священной Римской империи. Подписание Базельского мира закрепило независимость Швейцарской Конфедерации, но она не была официально признана вплоть до 1648 года.
Она подробно описана в прозаической «Хронике Швабской войны» фогта Санкт-Галленского аббатства Каспара Фрея и в одноимённом рифмованном сочинении нотариуса того же монастыря Никлауса Шрадина.